# Alto Paraíso de Goiás
Alto Paraíso de Goiás este un oraș în Goiás (GO), Brazilia.